# San Pedro de Curahuara
San Pedro de Curahuara è un comune (municipio in spagnolo) della Bolivia, capoluogo della provincia di Gualberto Villarroel (dipartimento di La Paz) con 11.591 abitanti (dato 2010).

## Cantoni
Il comune è suddiviso in 11 cantoni (popolazione 2001):
- Chilahuala - 220 abitanti
- Conchari - 215 abitanti
- German Busch - 97 abitanti
- Jalsuri - 737 abitanti
- Jankho Marca - 1.025 abitanti
- Pedro Domingo Murillo - 1.298 abitanti
- Puerto Capitan Castrillo - 97 abitanti
- Río Mulato Kari - 847 abitanti
- San Pedro de Curahuara - 1.570 abitanti
- Villa Manquiri - 998 abitanti
- Waldo Ballivian - 999 abitanti